# Anomala odila
Anomala odila är en skalbaggsart som beskrevs av Ohaus 1925. Anomala odila ingår i släktet Anomala och familjen Rutelidae. Inga underarter finns listade i Catalogue of Life.